# Бригада Армии США

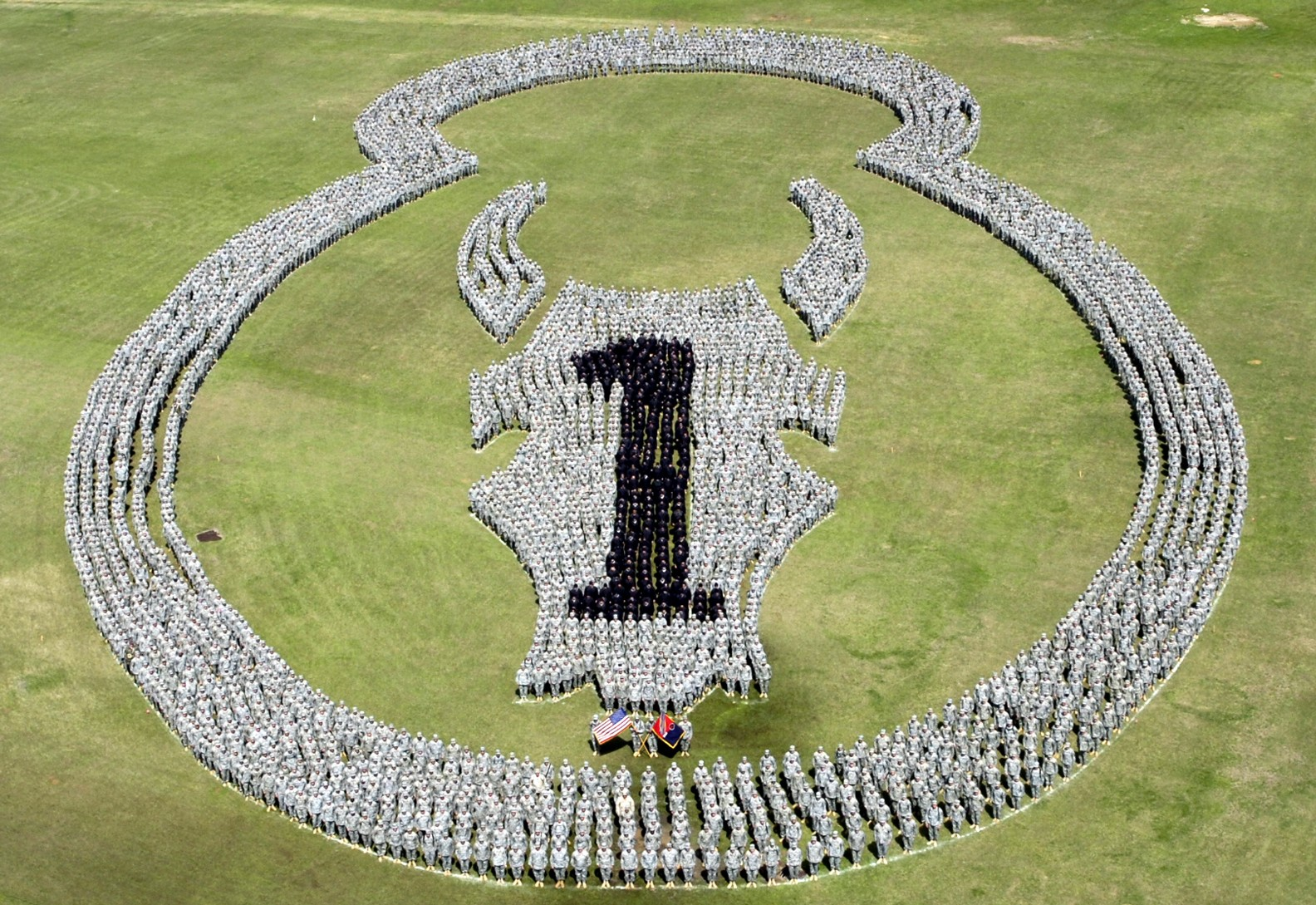
Более 4000 военнослужащих 1/34-й бригады нового облика.

Бригада (Brigade Combat Team (BCT)) — основное тактическое войсковое формирование в Армии и Армии Национальной гвардии США.
Новый облик бригад был сформирован на основе опыта участия американских войск в Афганистане и Ираке, а также в результате математического моделирования боевых действий. С целью повышения боевой эффективности войск проведены пересмотр организационно-штатной структуры (ОШС) и техническое перевооружение бригад. Командиром обычно является полковник или бригадный генерал. Бригада состоит, как правило, из батальонов с подразделениями материально-технического обеспечения и огневой поддержки. Бригада представляет собой сбалансированный военный механизм для автономного ведения войны вне зависимости от средств усиления дивизионного или иного уровня. В настоящее время Армия США структурирована вокруг бригады. В соответствии с концепцией Brigade combat team, реструктуризации подверглись дивизии американской армии, которые теперь имеют возможность развернуть автономные бригады в любой точке мира.

## Дореформенная ситуация
С начала 1960-х и до 1999 года (начало реформы ОШС) дивизия в Армии США представляла собой совокупность батальонов и штабов бригад. Бригада не имела постоянного состава и для конкретных операций командир дивизии формировал бригаду из батальонов для уже имеющегося развёрнутого штаба бригады. Это создавало трудности слаживания для командиров временных бригад. Бригады, входившие в состав дивизий со старой организацией, в мирное время постоянного состава не имели и формировались командиром соединения лишь с получением конкретной боевой задачи, что не обеспечивает необходимую степень автономности их действий, а также соответствующий уровень управления и взаимодействия подчинённых подразделений. Снижение мобильности и перегрузка вооружениями мешала оперативно развёртывать дивизии за океаном. Для всех дивизий СВ была утверждена единая структура для всех соединений независимо от их типа. С этого времени каждое из этих формирований включало штаб дивизии и три штаба бригад, девять батальонов, а также части и подразделения боевого и тылового обеспечения.
Первая бригада нового типа была введена в строй в 2003 году. Уменьшение солдат и боевой техники в бригадах нового типа не сказались негативно на боевой эффективности Армии США в ходе Иракской войны.

## Реформа
Процесс реформы СВ США начался в 1999 году. По мнению начальника штаба СВ Эрика Шинсеки, реформа преследовала цель кардинально перестроить сухопутные войска для более оперативного реагирования и управления. Реформа затронула все сферы армии: ОШС, боевую готовность, управление, вооружение. Реформа стала наиболее существенным изменением в планировании развития сухопутных войск со времён Роберта Макнамары, внедрившего в 1961 году систему программно-целевого строительства вооружённых сил. Основные положения концепции новой армии были изложены в документе Army Vision — 2010.
| Состав вооружений механизированных дивизий США до 1999 г. | Состав вооружений механизированных дивизий США до 1999 г. |
| --------------------------------------------------------- | --------------------------------------------------------- |
| Личный состав                                             | 16 000 чел.                                               |
| Танки Абрамс                                              | 247 единиц                                                |
| БМП «М2 Брэдли»                                           | 176 единиц                                                |
| БРМ МЗ «Брэдли»                                           | 71 единица                                                |
| 155-мм САУ M109                                           | 54 единицы                                                |
| 120-мм самоходные миномёты                                | 47 единиц                                                 |
| PC3O M270 MLRS                                            | 12 единиц                                                 |
| Переносные ПТРК «Джавелин»                                | 144 единицы                                               |
| Самоходные ПТРК TOW                                       | 48 единиц                                                 |
| Боевые вертолёты AH-64D и OH-58D                          | 34 единицы                                                |
| ЗРК M1097 «Авенджер»                                      | 24 единицы                                                |
| ЗРПК М6 «Лайнбекер»                                       | 24 единицы                                                |
| ПЗРК «Стингер»                                            | 30 единиц                                                 |

Реализация этих целей привела к формированию требований к новым формированиям:
- быстрое реагирование (responsive) на кризисные ситуации в любом регионе мира;
- своевременное развертывание (deployable) в районах оперативного предназначения;
- высокая маневренность (agile) на всех уровнях действий;
- универсальность применения (versatile) группировок войск (сил);
- достаточная для успешного ведения любого рода действий поражающая сила (lethal) формирований;
- значительная живучесть (survivable) на поле боя;
- способность к ведению самостоятельных длительных действий (sustainable).

К началу 2003 года концепция была детально описана в докладах и руководствах вроде United States Army White Paper: Concepts for the Objective Force, Objective Force in 2015, Army Modernization Plan, 2003, TRADOC, TRADOC Pamphlet 525-3-91 «The United States Army Objective Force: Tactical Operational and Organizational Concept for Maneuver Units of Action» и др.
Новые формирования, по замыслу авторов, отвечали всем требованиям времени, предъявляющие повышенные требования по налаживанию боевого взаимодействия, оперативному реагированию на угрозы, самостоятельному решению возникающих трудностей, развёртыванию и тд. Таким образом, оптимальным формированием была выбрана бригада постоянного состава, способная независимо от дивизионных структур выполнять боевые задачи. Также нововведением стало внедрение аэромобильных механизированных бригад «Страйкер», обеспечивающих тактическую гибкость применения во всех видах ландшафтов и городской среде. Механизированные бригады на колёсных бронемашинах «Страйкер» лучше вооружены и защищены, чем формирования на небронированных «Хамви», и более приспособлены для использования дорожной сети нежели тяжёлые подразделения на гусеничной бронетехнике. Новые бригады обладают всем необходимым составом подразделений для обеспечения автономной работы: инженерных, беспилотной авиации, материально-технического обеспечения, связи, войсковой разведки, РХБ разведки.

### Пехотная бригада

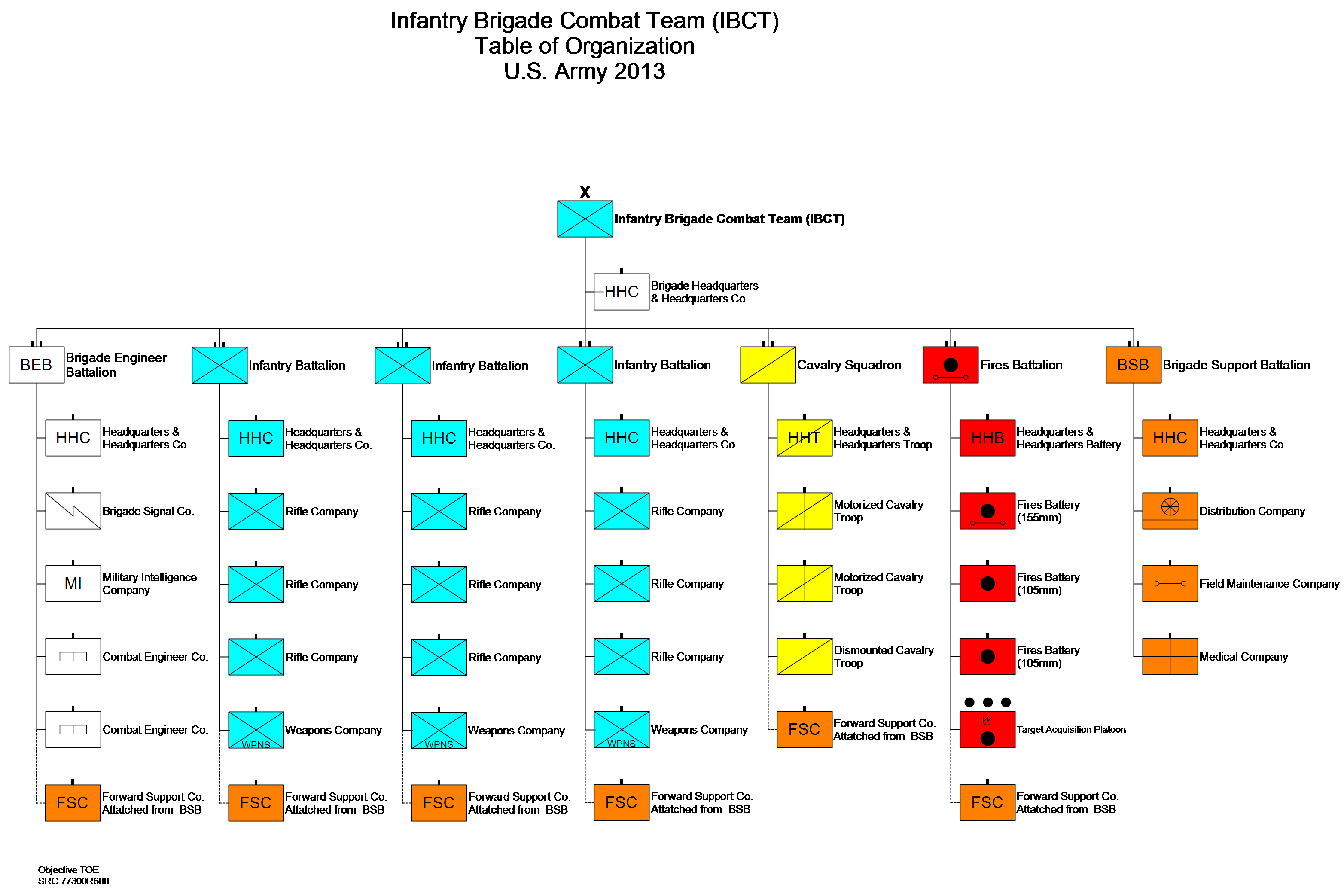
Организационно-штатная структура пехотной бригады.

Пехотная бригада (Infantry brigade combat team (IBCT)) имеет личный состав из 4 413 солдат и организована вокруг трёх пехотных батальонов. Каждый тип бригады имеет аналогичную конфигурацию. Каждая пехотная бригада способна вести штурмовые операции и официально обозначается десантно-штурмовой бригадой. Большинство солдат обычно оснащены автомобилями типа Хамви для ускорения развёртывания и передвижения. Массогабаритные характеристики штатного вооружения и военной техники пехотных (лёгких) бригад позволяют транспортировать их всеми типами военно-транспортных самолётов, что обусловливает высокую мобильность данных тактических формирований.
Основными огневыми средствами IBCT являются: шесть 155-мм М777 и 12 105-мм буксируемых гаубиц M119, 48 миномётов различного калибра, а также 36 самоходных ПТРК TOW-2 и 100 переносных ПТРК «Джавелин». Передвигается IBCT на автомобилях Humvee.
Формирование состоит из семи батальонов: разведывательного, батальон поддержки бригады (Brigade support battalion), инженерного, трёх пехотных и одного артиллерийского дивизиона.
|  | Пехотный батальон (×3) - Штаб и штабная рота (Headquarters and Headquarters Company (HHC)) - Стрелковая рота (×3) - Рота оружия (расчёты ПТРК, миномётов, ПЗРК, КП и тд.) Разведывательный батальон - Штаб и штабная рота (Headquarters and Headquarters Troop (HHT)) - Разведывательная рота (×2) - Пешая разведывательная рота Артиллерийский дивизион - Штаб и штабная батарея (Headquarters and Headquarters Battery (HHB)) - Взвод артиллерийской разведки - Батарея 105-мм буксируемых гаубиц M119 (×2) - Батарея 155-мм буксируемых гаубиц M777A2 (×1) |  | Инженерный батальон - Штаб и штабная рота - Инженерно-сапёрная рота (×2) - Рота связи - Разведывательная рота Батальон поддержки бригады - Штаб и штабная рота - Рота снабжения - Ремонтная рота - Медицинская рота - Штабной взвод - Медицинский взвод - Санитарно-эвакуационный взвод - Передовые роты снабжения (придаются соответствующим батальонам) - Передовая рота снабжения (разведка) - Передовая рота снабжения (инженеры) - Передовая рота снабжения (пехота) (×3) - Передовая рота снабжения (полевая артиллерия) |

### Механизированная бригада

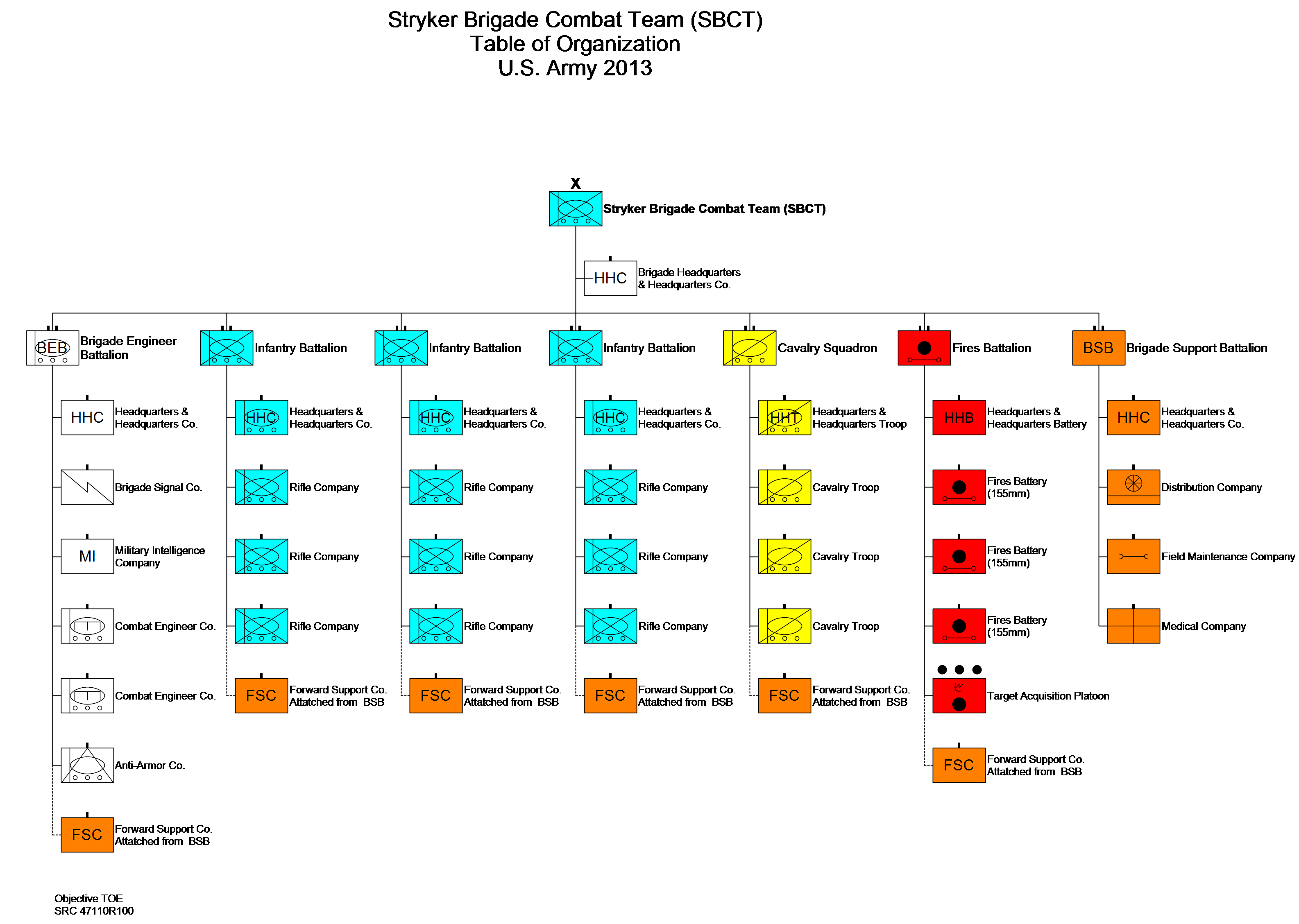
Организационно-штатная структура механизированной бригады «Страйкер».

Механизированная бригада на ББМ «Страйкер» (Stryker brigade combat team (SBCT)) является бригадой «среднего» типа структурированной вокруг восьмиколёсных бронемашин Страйкер. Механизированная бригада имеет возможность оперативной переброски самолётами C-130 Hercules. Страйкер-бригады представляют собой подразделение из легкобронированных машин. Бригады используются для реализации сетецентрической доктрины ведения войны и предназначены заполнить нишу между мобильной лёгкой (десантно-штурмовой) пехотой и танковыми частями. Кроме того формирование имеет подразделения РХБ разведки.
Основу огневой мощи бригады составляют: 123 бронетранспортёра M1126, 51 боевая разведывательная машина M1127, 27 боевых машин с тяжёлым вооружением (колёсных танков) M1128, 13 боевых машин огневой поддержки M1131, 18 155-мм буксируемых гаубиц M777, 36 120-мм самоходных миномётов M1129, 12 81-мм миномётов М252, 18 60-мм переносных миномётов M224, девять самоходных ПТРК TOW-2 и 121 переносной ПТРК Javelin.
Каждая механизированная бригада состоит из трёх пехотных батальонов, одного разведывательного батальона, одного артиллерийского дивизиона, батальона поддержки бригады, штаба бригады и штабной роты, и одного инженерного батальона. Вся SBCT имеет на вооружении более 300 транспортных средств семейства «Страйкер» и личный состав численностью 4 500 солдат.
Начиная с 2015 года, противотанковая рота была перенесена из инженерного батальона в разведывательный батальон, чтобы сформировать роту огневой поддержки (оружия), включающий, помимо прочего, БМТВ из пехотных батальонов.
|  | Пехотный батальон (×3) - Штаб и штабная рота - Пехотная рота (Stryker) (×3) Разведывательный батальон - Штаб и штабная рота - Разведывательная рота (Stryker) (×3) - Рота оружия (9 × ПТРК) - Дозорная рота Артиллерийский дивизион - Штаб и штабная батарея - Взвод артиллерийской разведки - Батарея 155-мм буксируемых гаубиц М777А2 (×3) |  | Инженерный батальон - Штаб и штабная рота - Инженерно-сапёрная рота - Рота инженерной поддержки - Рота связи - Рота инженерной разведки Батальон поддержки бригады - Штаб и штабная рота - Рота снабжения - Ремонтная рота - Медицинская рота - Передовая рота снабжения (разведка) - Передовая рота снабжения (инженеры) - Передовая рота снабжения (пехота) (×3) - Передовая рота снабжения (полевая артиллерия) |

### Бронетанковая бригада

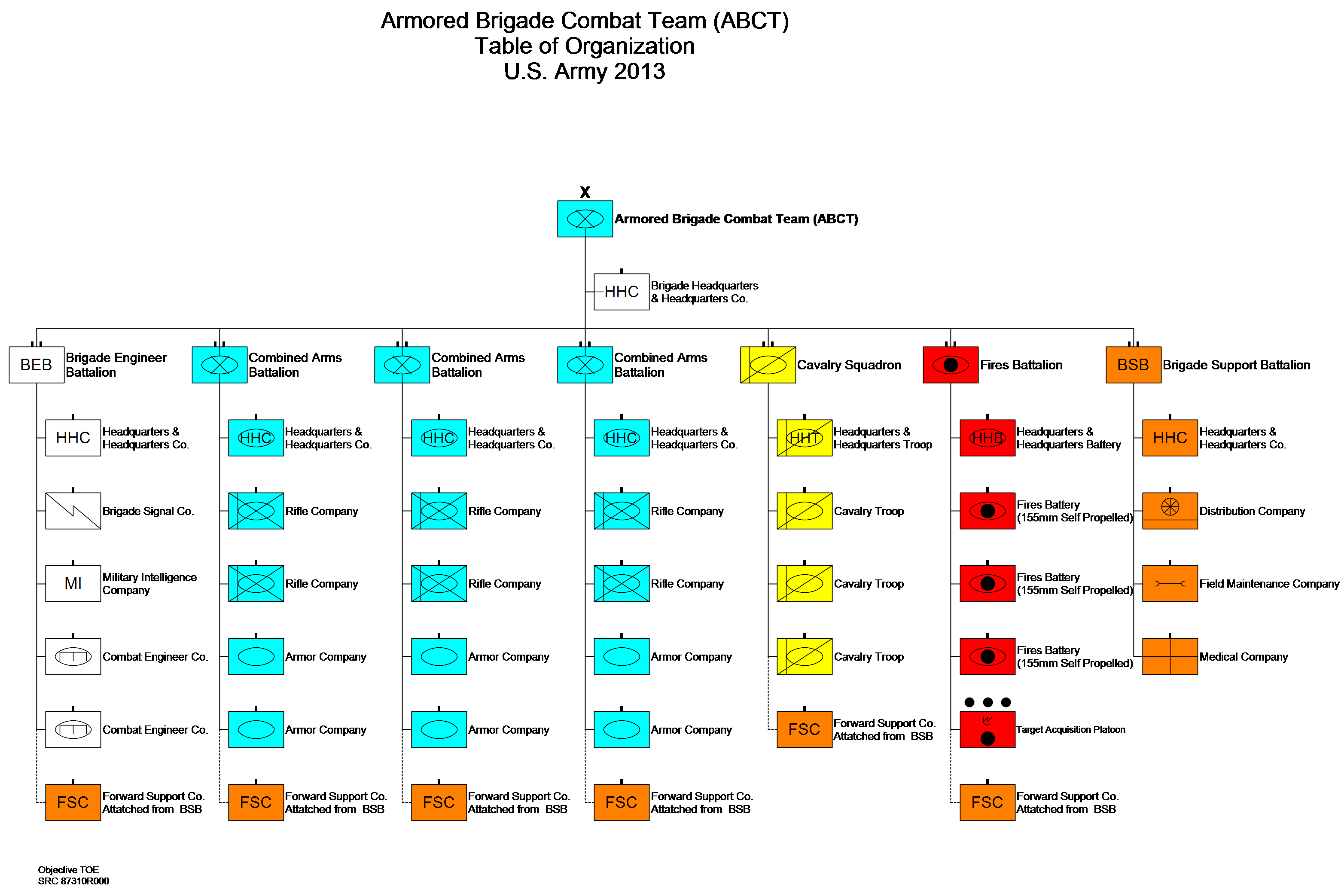
Организационно-штатная структура бронетанковой бригады в период 2013—2016 гг.

Бронетанковая бригада (Armoured Brigade Combat Team (ABCT)) — основа бронетанковых сил армии. Она состоит из смешанных батальонов, чьё вооружение состоит из танков «Абрамс» и бронемашин на платформе «Брэдли». Прочие машины типа Хамви используются в вспомогательных целях.
Технической основой, определяющей огневую мощь формирования, являются: 87 танков «Абрамс» (14 танков в роте + по 1 танку в управлениях смешанных батальонов)), 144 бронемашин «Брэдли» (включая 32 боевые разведывательные машины М3 «Брэдли»), 18 155-мм самоходных гаубиц M109 и 18 120-мм самоходных миномётов, 84 ПТРК «Джавелин» 450 гусеничных машин, 900 колёсных машин, 650 прицепов всего. Также 5 КШМ M557A3.
Бронетанковая бригада состоит из семи батальонов: трёх смешанных, разведывательного, артиллерийского дивизиона, инженерного и батальона поддержки бригады. Личный состав бригады насчитывает 4 743 солдата. В 2016 году ABCT приняла треугольную структуру из смешанных батальонов двух типов: «2 танковые роты + 1 мотопехотная рота» и «2 мотопехотные роты + 1 танковая рота». Это привело к сокращению двух мотопехотных рот. Удалённая танковая рота перемещена в разведывательный батальон. Вместо четырёх рот в смешанном батальоне их стало три. Это было связано с необходимостью сократить войска с 490 тысяч до 450 тыс.
|  | Смешанный батальон (танковый) (×2) - Штаб и штабная рота - Танковая рота (×2) - Мотопехотная рота (×1) Смешанный батальон (мотопехотный) (×1) - Штаб и штабная рота - Танковая рота (×1) - Мотопехотная рота (×2) Разведывательный батальон - Штаб и штабная рота - Разведывательная рота (×3) - Танковая рота Артиллерийский дивизион - Штаб и штабная батарея - Взвод артиллерийской разведки - Батарея 155-мм САУ M109 (×3) |  | Инженерный батальон (Brigade Engineer Battalion) - Штаб и штабная рота - Разведывательная рота - Рота связи - Инженерно-сапёрная рота (×2) Батальон поддержки бригады - Штаб и штабная рота - Рота снабжения - Ремонтная рота - Медицинская рота - Штабной взвод - Медицинский взвод - Санитарно-эвакуационный взвод - Передовая рота снабжения (разведка) - Передовая рота снабжения (инженеры) - Передовая рота снабжения (пехота) (×3) - Передовая рота снабжения (полевая артиллерия) |

#### Смешанный батальон
Численность танкового смешанного батальона 440 чел., мотопехотного — 514 чел.
Штаб и штабная рота танкового смешанного батальона отличаются от мотопехотного смешанного батальона только количеством боевых медиков в медицинском взводе (7 вместо 9) и наличием двух секций минных тралов.
1. Штаб батальона насчитывает 66 человек (17 офицеров, 49 рядовых и унтер-офицеров). На вооружении: 1 танк M1 Абрамс, 8 M2(3) Брэдли, 7 M1068, 2 M577A3 медицинских, 8 M113A3 медицинских, 4 M1064 с 120 мм минометом, 9 M1165A1 HMMWV (4-х местный), 10 M1152A1 HMMWV (2-х местный), 5 M1151A1  HMMWV (4-х местный) с 40 мм гранатометом mk-19, 2 тягача M916A1, 5 шт 2,5-тонных 4х4 грузовиков M1078, 1 тентовый 5-ти тонный 6х6 M1083, РЛС на воздух AN/MPQ-48, спутниковая антенна Ku-диапазона с генератором на 7 Квт, генератор PU-798 на 10 кВт, полевой госпиталь с генератором 20 кВт, цисцерна с водой, прицепы от 250 кг для б\к и прочего. Штаб имеет группы управления и обеспечения: 
1.1. Группа управления:
- отделение командования (7 чел.)
- отделение разведки (8 чел.)
- отделение оперативная (15 чел.)
- отделение огневой поддержки (2 чел.)
- отделение тактической группы управления (3 чел.)
- офицер связи (1 чел.)

1.2. Группа обеспечения:
- отделение кадров (8 чел.)
- отделение логистики (6 чел.)
- отделение связи (11 чел.)
- отделение ретрансляции (3 чел.)
- отделение капелланов (2 чел.)

1.3. Штабная рота (116 чел.) состоит:
- управление (7 чел.)
- разведывательный (36 чел.), миномётный (24 чел.), медицинский (38 чел.) взвода,
- снайперское отделение (10 чел.) и отделение минных тралов (1 чел.).

2. Мотопехотная рота 135 человек. На вооружении: 2 9-мм пистолета M9, 115 М4А1, 18 пулемётов M249, 9 пулемётов M240L, 6 ПТРК Джавелин, 20 подствольников M320A1, 18 ружей Моссберг-500, 14 БМП M2A3 Брэдли, 2 автомобиля M1165А1 HMMWV (4-х местный), 1 БТР М113А3; 2,5-тонный 4х4 грузовик M1078; БЛА RQ-11 «Равен».
Мотопехотная рота состоит из управления (15 чел.) и трёх мотопехотных взводов.
- управление (15 чел., 2 БМП М2А3, 1 БТР М113А3, 2 М1165А1 HMMWV (4-х местный), один 2,5-тонный 4х4 грузовик M1078, БЛА RQ-11 Равен)
- мотопехотный взвод (×3) (40 чел.)
  - управление (2 чел.)
  - мотопехотное отделение (×3) (9 чел.: командир отделения + 2 секции по 4 человека (командир, пулемётчик, гранатомётчик и стрелок)
  - отделение боевых машин (11 чел.: 2 секции по 2 БМП М2А3  Брэдли в каждой с экипажами по 3 чел.)

3. Танковая рота (62 чел., 14 танков M1 Абрамс, 2 М1165А1 HMMWV (4-х местный), один БТР М113А3, один 2,5-тонный 4х4 грузовик M1078, 58 9-мм М9; 32 5,56-мм М4А1):
- управление (14 чел., 2 танка M1 Абрамс, БТР М113А3, 2 М1165А1 HMMWV (4-х местный) и один 2,5-тонный 4х4 грузовик M1078)
- танковый взвод (×3) (2 секции по 2 M1 Абрамс)[10]

#### Инженерный батальон
В состав инженерного батальона бронетанковой бригады входят две инженерно-саперные роты численностью 97 и 112 человек, предназначенные как для выполнения задач инженерного обеспечения бригады. Возможности батальона позволяют вести инженерную разведку, рытьё котлованов, капониров, траншей, разрушение мостов, дорог, проделывать проходы машинами разграждения M1150 ABV.
Инженерный батальон бронетанковой бригады имеет структуру:
- Штаб и штабная рота
- 1-я инженерно-сапёрная рота (97 чел.)
  - управление роты (10 чел.)
  - инженерно-сапёрный взвод (36)
    - управление (6)
    - 3 инженерно-сапёрных отделения (×10)

  - инженерный взвод поддержки (29)
    - управление (4)
    - инженерно-строительное отделение (14)
    - отделение разграждения (11)

  - взвод разминирования (22)
    - управление (6)
    - 2 отделения разминирования (×8)
- 2-я инженерно-сапёрная рота (112 чел.)
  - управление роты (10)
  - 2 инженерных взвода (×36)
    - Управление (6)
    - 3 инженерно-сапёрных отделения (×10)

  - инженерный взвод поддержки (30)
    - управление (4)
    - инженерно-строительное отделение (15)
    - отделение разграждения (11)

| Наименование                                                          | 1-я инженерно- сапёрная рота | 2-я инженерно- сапёрная рота |
| --------------------------------------------------------------------- | ---------------------------- | ---------------------------- |
| Универсальная инженерная машина M9 ACE                                | 1                            | 1                            |
| БМП М2А3                                                              | -                            | 9                            |
| БМП М2А2 ODS (для инженерных подразделений)                           | 5                            | -                            |
| Многоцелевой автомобиль повышенной проходимости                       | 4                            | 9                            |
| Инженерный бронеавтомобиль RG-31                                      | 4                            | -                            |
| Танковый мостоукладчик AVLB MLC70                                     | 2                            | 2                            |
| Штурмовой мост M1074 JABS                                             | 2                            | 2                            |
| Штурмовая машина разграждения M1150 ABV                               | 3                            | 3                            |
| Ножевой минный трал                                                   | 2                            | 2                            |
| Бульдозерное оборудование для штурмовой машины разграждения M1150 ABV | 1                            | 1                            |
| Дистанционно управляемый робот-сапёр «Талон» A4                       | 1                            | -                            |
| Экскаватор HMEE                                                       | 3                            | 3                            |
| Трактор FT DEUCE                                                      | 2                            | 3                            |
| Бульдозер D7F                                                         | 1                            | 1                            |
| Грейдер CCT 130 G                                                     | 1                            | 1                            |
| Машина поиска мин «Хаски» Mk III/2G                                   | 4                            | -                            |
| Инженерная машина с противоминной защитой «Буффало» A                 | 2                            | -                            |
| Миноискатели AN/PSS-14                                                | 32                           | 20                           |
| Роботизированная дистанционно управляемая машина M216                 | 3                            | 6                            |
| Носимая роботизированная система MTRS-RC                              | 2                            | -                            |
| Разведывательный мини-БЛА «Равен» B                                   | 1                            | 1                            |
| Управляемое противопехотное минное поле «Спайдер», комплект           | 3                            | 6                            |
| Самосвал М1157                                                        | 2                            | 2                            |
| Фронтальный погрузчик MW24C                                           | 1                            | 1                            |
| Прицеп с 5-т цистерной для воды                                       | 1                            | 1                            |
| Дизельная электростанция мощностью 3 кВт                              | 1                            | 1                            |

## Сокращения и изменения в ходе реформ
После реформы 2013 года, приведённые ниже цифры отражают количество линейных бригад, которые будут оставлены в активе Армии США (числа после бригадной реорганизации в скобках).
Строевые бригады: 45 (32)
- 17 (10) бронетанковых бригад;
- 8 (8) механизированных бригад;
- 10 (6) пехотных бригад;
- 6 (5) воздушно-десантных бригад (airborne);
- 4 (3) десантно-штурмовые бригады (air assault).

В июле 2015 года Армия объявила о сокращении двух дополнительных бригад в рамках текущих сокращений к конечной численности армии в 450 000 человек. В дополнение к сокращению, одна активная механизированная бригада сможет превращаться в лёгкую пехотную, и её транспортные средства станут использоваться для преобразования бригады Армии Национальной гвардии из бронетанковой в механизированную бригаду.
В 2019 году 1-я механизированная бригада 1-й бронетанковой дивизии была переформирована в бронетанковую. С 2020 года конвертирована в механизированную 2-я пехотная бригада 4-й пехотной дивизии. В 2022 году 1/25-я механизированная бригада переформирована в 1/11-ю пехотную.
После сокращения, с 2022 года 31 активная бригада СВ состоит из:
- 11 бронетанковых бригад;
- 6 механизированных бригад;
- 6 пехотных бригад;
- 5 воздушно-десантных бригад;
- 3 десантно-штурмовые бригады.

В Национальной гвардии числится 27 бригад:
- 5 бронетанковых бригад;
- 2 механизированные бригады;
- 20 пехотных бригад;